# Schafberg (Salzkammergut-Berge)
Schafberg – szczyt w grupie Salzkammergut-Berge, części Północnych Alp Wapiennych. Leży w Austrii na granicy krajów związkowych Salzburg i Górna Austria. Szczyt można zdobyć ze schroniska Himmelspforthütte.